# Tasmanian International 1999 - Qualificazioni doppio
Le qualificazioni del doppio  del Tasmanian International 1999 sono state un torneo di tennis preliminare per accedere alla fase finale della manifestazione. I vincitori dell'ultimo turno sono entrati di diritto nel tabellone principale. In caso di ritiro di uno o più giocatori aventi diritto a questi sono subentrati i lucky loser, ossia i giocatori che hanno perso nell'ultimo turno ma che avevano una classifica più alta rispetto agli altri partecipanti che avevano comunque perso nel turno finale.

## Giocatrici

### Teste di serie
1. Květa Hrdličková /  Tina Križan (ultimo turno, Lucky Loser)

1. Lilia Osterloh /  Mashona Washington (qualificate)

### Qualificate
1. Lilia Osterloh /  Mashona Washington

#### Lucky Loser
1. Květa Hrdličková /  Tina Križan

## Tabellone qualificazioni

### Legenda
| - Q = Qualificato - WC = Wild card - LL = Lucky loser | - ALT = Alternate - SE = Special Exempt - PR = Protected Ranking | - w/o = Walkover - r = Ritirato - d = Squalificato |

|  | Primo turno | Primo turno                                | Primo turno                       |                                   |                                | Secondo turno | Secondo turno | Secondo turno |  |  | Ultimo turno | Ultimo turno                 | Ultimo turno |
|  |             |                                            |                                   |                                   |                                |               |               |               |  |  |              |                              |              |
|  | 1           | Květa Hrdličková Tina Križan               | 8                                 |                                   |                                |               |               |               |  |  |              |                              |              |
|  |             | Aleksandra Olsza Gloria Pizzichini         | 4                                 |                                   |                                |               |               |               |  |  |              |                              |              |
|  |             | Aleksandra Olsza Gloria Pizzichini         | 4                                 | 1                                 | Květa Hrdličková Tina Križan   | 8             |               |               |  |  |              |                              |              |
|  |             |                                            |                                   | 1                                 | Květa Hrdličková Tina Križan   | 8             |               |               |  |  |              |                              |              |
|  |             |                                            | Brie Rippner Samantha Smith       | 4                                 |                                |               |               |               |  |  |              |                              |              |
|  |             | Brie Rippner Samantha Smith                | Brie Rippner Samantha Smith       | 4                                 | 8                              |               |               |               |  |  |              |                              |              |
|  |             | Brie Rippner Samantha Smith                |                                   |                                   | 8                              |               |               |               |  |  |              |                              |              |
|  |             | Amanda Grahame Danielle Jones              | 6                                 |                                   |                                |               |               |               |  |  |              |                              |              |
|  |             |                                            |                                   |                                   |                                |               |               |               |  |  | 1            | Květa Hrdličková Tina Križan | 4            |
|  |             |                                            | 2                                 | Lilia Osterloh Mashona Washington | 8                              |               |               |               |  |  |              |                              |              |
|  |             | Karin Miller Wynne Prakusya                | 8                                 |                                   |                                |               |               |               |  |  |              |                              |              |
|  |             | Tathiana Garbin Conchita Martínez Granados | 2                                 |                                   |                                |               |               |               |  |  |              |                              |              |
|  |             | Tathiana Garbin Conchita Martínez Granados | 2                                 |                                   | Karin Miller Wynne Prakusya    | 2             |               |               |  |  |              |                              |              |
|  |             |                                            |                                   |                                   | Karin Miller Wynne Prakusya    | 2             |               |               |  |  |              |                              |              |
|  |             | 2                                          | Lilia Osterloh Mashona Washington | 8                                 |                                |               |               |               |  |  |              |                              |              |
|  |             | 2                                          | Lilia Osterloh Mashona Washington | 8                                 | Nathalie Dechy Sarah Pitkowski | 4             |               |               |  |  |              |                              |              |
|  |             |                                            |                                   |                                   | Nathalie Dechy Sarah Pitkowski | 4             |               |               |  |  |              |                              |              |
|  | 2           | Lilia Osterloh Mashona Washington          | 8                                 |                                   |                                |               |               |               |  |  |              |                              |              |